# Lanvallay
Lanvallay (bret. Lanvalae) – miejscowość i gmina we Francji, w regionie Bretania, w departamencie Côtes-d’Armor.
Według danych na rok 1999 gminę zamieszkiwało 3199 osób, a gęstość zaludnienia wynosiła 210 osób/km² (wśród 1269 gmin Bretanii Lanvallay plasuje się na 154. miejscu pod względem liczby ludności, natomiast pod względem powierzchni na miejscu 680.).